# Шепније
Шепније (фр. Chepniers) насеље је и општина у западној Француској у региону Поату-Шарант, у департману Приморски Шарант која припада префектури Жонзак.
По подацима из 2011. године у општини је живело 664 становника, а густина насељености је износила 23,54 становника/km². Општина се простире на површини од 28,21 km². Налази се на средњој надморској висини од 92 метара (максималној 126 m, а минималној 66 m).

## Демографија
| 1962. | 1968. | 1975. | 1982. | 1990. | 1999. | 2011. |
| ----- | ----- | ----- | ----- | ----- | ----- | ----- |
| 672   | 734   | 655   | 617   | 604   | 643   | 664   |

График промене броја становника у току последњих година